# 保罗·马蒂克 (赛艇运动员)
保罗·马蒂克（英語：Paul Mattick，1978年4月25日—），英国男子赛艇运动员。他曾代表英国参加世界赛艇锦标赛，获得二枚金牌和一枚铜牌。他也曾参加2008年夏季奥林匹克运动会。